# ماتس سوندين
ماتس يوهان سوندين(وُلد في 13 فبراير 1971) هو لاعب هوكي جليد سويدي محترف سابق، لعب غالبية مسيرته في دوري الهوكي الوطني، واعتزل في عام 2009. اُختير في المركز الأول في مسودة عام 1989، ولعب سوندين أول أربعة مواسم له في دوري الهوكي الوطني مع فريق كيبيك نوردكس. بعد ذلك، انتقل إلى فريق تورونتو ميبل ليفس في عام 1994، حيث لعب معظم مسيرته وقضى 11 موسمًا كقائد للفريق. في نهاية موسم 2007-2008، كان سوندين أطول قائد في تاريخ دوري الهوكي الوطني من خارج أمريكا الشمالية. لعب سوندين آخر مواسمه مع فريق فانكوفر كاناكس في موسم 2008-2009 قبل أن يعلن اعتزاله في 30 سبتمبر 2009. شارك في تصفيات كأس ستانلي في 10 من مواسمه الـ 18.

## مسيرته
كيبيك نورديكس
اختير ماتس سندين من قبل فريق كيبيك نورديكس كأول اختيار عام في مسودة دخول دوري الهوكي الوطني لعام 1989، ليصبح أول لاعب مولود في أوروبا يختير أولًا في تاريخ الدوري. في ذلك الوقت، كان سندين يلعب في الدرجة الثانية السويدية مع نادي ناكا هوكي. في الموسم التالي، انضم إلى دوري النخبة السويدي “إيليسيرين” مع فريق ديوجاردنز آي إف، وساهم في تتويج الفريق بكأس “لي مات” كأبطال الدوري.ظهر سندين لأول مرة في دوري الهوكي الوطني مع كيبيك خلال موسم 1990-1991، وأنهى الموسم ثانيًا في ترتيب نقاط الفريق بعد جو ساكيتش برصيد 59 نقطة.سجل أول هدف له في دوري الهوكي الوطني ضد فريق هارتفورد ويلرز في أول مباراة له بتاريخ 4 أكتوبر 1990. في موسمه الثاني، تحسن أداؤه إلى 76 نقطة، وفي موسم 1992-1993 قاد فريقه برصيد 114 نقطة، وهو أعلى مجموع في مسيرته، ليبرز كأحد أفضل اللاعبين الشباب في الدوري. كما سجل خلال هذا الموسم سلسلة نقاط متواصلة على مدار 30 مباراة، ما جعله يحتل المركز الرابع كأطول سلسلة في تاريخ الدوري. بعد موسم إضافي مع النورديكس، حيث سجل 85 نقطة في 84 مباراة، انتقل إلى فريق تورونتو ميبل ليفس خلال مسودة عام 1994.
تورونتو ميبل ليفس

انضم ماتس سندين إلى تورونتو ميبل ليفس في صفقة تبادل بتاريخ 28 يونيو 1994. أرسل فريق كيبيك نورديكس كلاً من سندين، غارث بوتشر، تود وورينر، واختيار الجولة الأولى في مسودة 1994 (الذي حصلوا عليه من صفقة إريك ليندروس في 1992، وتداوله مع واشنطن كابيتالز لاختيار نولان بومغارتنر) إلى تورونتو، مقابل وندل كلارك، سيلفان ليفيبري، لاندون ويلسون، واختيار الجولة الأولى في مسودة 1994 (الذي استخدم لاختيار جيف كيالتي).بسبب إضراب موسم 1994-1995، تأخرت مشاركة سندين مع تورونتو، فعاد إلى السويد ليلعب مرة أخرى مع ديوجاردنز آي إف. عندما استؤنف اللعب في دوري الهوكي الوطني في وقت لاحق من الموسم، ترك سندين بصمة فورية، متصدرًا قائمة هدافي ليفس بمعدل نقطة لكل مباراة، حيث سجل 47 نقطة.

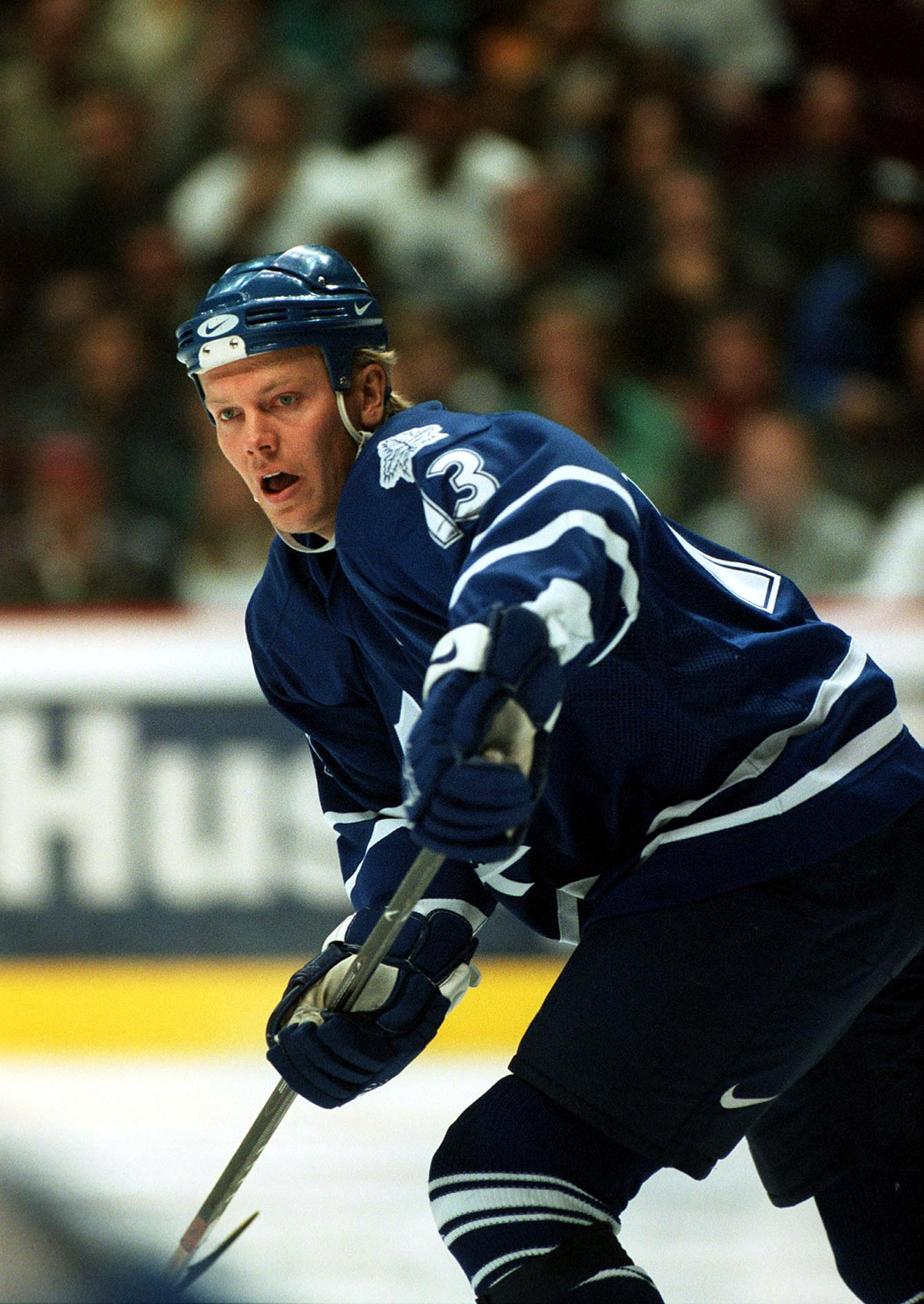
سوندين مع تورونتو مابل ليفس خلال موسم 1997-98.

في موسمه الثالث مع تورونتو ميبل ليفس، حقق ماتس سندين موسمًا استثنائيًا بتسجيل 41 هدفًا و94 نقطة، وهو ثاني أعلى رصيد في مسيرته وأفضل أداء له مع الفريق. بعد انتقال قائد الفريق دوغ جيلمور إلى نيو جيرسي ديفلز خلال موسم 1996-1997، عُين سندين قائدًا للفريق، ليصبح القائد السادس عشر في تاريخ ميبل ليفس وأول قائد أوروبي في تاريخ الفريق.بعد تسجيل 83 نقطة في موسم 1998-1999، قاد سندين فريقه إلى تصفيات كأس ستانلي كفريق المصنف الرابع في المؤتمر الشرقي. وبدعم من المهاجم ستيف توماس وحارس المرمى كيرتس جوزيف، وصل الفريق إلى نهائيات المؤتمر الشرقي ضد بوفالو سيبرز، لكنهم خسروا في خمس مباريات. أنهى سندين التصفيات بأعلى رصيد له في مسيرته في الأدوار الإقصائية بـ16 نقطة في 17 مباراة.في عام 2002، وقع سندين عقد تمديد لمدة ست سنوات مع تورونتو بقيمة 52.5 مليون دولار. قاد الفريق مجددًا إلى نهائيات المؤتمر الشرقي في موسم 2001-2002، لكنهم خسروا أمام كارولينا هوريكانز في ست مباريات.في موسم 2002-2003، وبعد ثمانية مواسم متتالية كأفضل هدافي الفريق، تجاوزه ألكسندر موغيلني الذي سجل 79 نقطة مقابل 72 لسندين. لكن في الموسم التالي، تعرض موغيلني لإصابة خطيرة في الورك أبعدته عن الملاعب لمدة 12 أسبوعًا، مما أتاح لسندين استعادة صدارة هدافي الفريق.في موسم 2003-2004، كان سندين محور جدل واسع بسبب حادثة رمي العصا الشهيرة في مباراة ضد ناشفيل بريداتورز في 8 يناير 2004. بعد أن كسر عصاه أثناء محاولة تسديد، رماها بغضب ولكنها دخلت المدرجات بالخطأ. اعتبرت رابطة دوري الهوكي الوطني التصرف طائشًا، وأوقف سندين لمباراة واحدة. كاعتذار، قدم سندين عصا جديدة موقعة للمشجع الذي أمسك بالعصا المكسورة.بسبب إضراب موسم 2004-2005 في دوري الهوكي الوطني، اختار سندين عدم المشاركة والبقاء غير نشط، مفضلًا عدم اللعب في السويد مثل بعض زملائه. عندما استؤنف اللعب في موسم 2005-2006، تعرض لإصابة خطيرة في أول مباراة بعد أن اصطدم القرص بوجهه وكاد يصيب عينه، مما أدى إلى كسر عظم الحجاج. عاد بعد شهر وقاد الفريق برصيد 78 نقطة، لكن تورونتو فشل في التأهل إلى التصفيات للمرة الأولى منذ سبع سنوات، وكانت هذه بداية لثلاثة مواسم أخيرة لسندين مع الفريق دون مشاركات في التصفيات.في بداية موسم 2006-2007، أصبح سندين اللاعب الـ35 في تاريخ دوري الهوكي الوطني الذي يسجل 500 هدف. حقق هذا الإنجاز في 14 أكتوبر 2006 بتسجيل “هاتريك” ضد حارس كالجاري فليمز ميكا كيبروسوف، حيث سجل هدفه الـ500 بضربة قصيرة تجاوزت كتف الحارس في الوقت الإضافي لتنتهي المباراة بفوز 5-4. لاحقًا في الموسم، وتحديدًا في 20 مارس 2007، وصل سندين إلى 900 نقطة كلاعب مع ميبل ليفس بعد تمريرتين حاسمتين في الفوز 2-1 ضد نيو جيرسي ديفلز.